# Ibrahim Moro
Ibrahim Moro, född 10 november 1993 i Accra, är en ghanansk fotbollsspelare.
Moro anslöt till AIK i augusti 2012 från den ghananska klubben New Edubiase United, där han tidigare bland annat vunnit den ghananska FA-cupen, efter att själv ha gjort finalens enda mål på frispark. Moro upptäcktes på en scoutresa i Ghana där han imponerade för New Edubiase United. 
Ibrahim Moro har även representerat Ghanas U20- och U23-landslag, bland annat vid Afrikanska spelen i Maputo 2011. Moro fanns med i det Ghana som vann mästerskapet via en 5-3 seger efter straffar mot Sydafrika. 
Hans tid i AIK var lyckosam med deltagande i både Allsvenskan- och europaspel. Den 23 december 2014 bekräftade AIK på sin hemsida att man sålt Moro till FK Kajrat i Kazakstan.
Den 17 augusti 2016 meddelades det att Ibrahim Moro blivit klar för Silkeborg IF i den Danska högsta ligan. Moro bröt kontraktet med danska Silkeborg IF 17 januari 2019.
Den 9 juli 2019 skrev Moro på för israeliska Hapoel Kfar Saba. Några dagar senare blev han släppt av klubben. 
Den 3 september 2019 så köptes Moro av Irak-Kurdiska klubben Erbil SC.
Början av 2020, flyttade Moror till ENPPI. Men eftersom COVID-19 och all sport stängdes ner i landet, så flyttade Moro tillbaka till Ghana Mars 2020.
I december 2020 så skrev Moro på ett ettårskontrakt med Arambagh KS i Bangladesh. 
Den 18 maj 2021, skrev Moro på för färöiska HB Tórshavn på ett ettårskontrakt
Den 12 juli 2021 skrev Moro på för Tvøroyrar Bóltfelag på ett lån som räckte sig över resten av säsongen.
Den 1 januari 2023 skrev Moro på för filippinska Cebu FC.